# La Tiare d'Oribal
La Tiare d’Oribal est le quatrième album de la série de bande dessinée Alix, écrite et dessinée par Jacques Martin. Prépublié dans Le Journal de Tintin, il a été publié en 1958 aux Éditions du Lombard.

## Synopsis
Alix accompagne Oribal dans le royaume oriental dont il est l'héritier. Mais les régents ne souhaitent pas l'avènement d'Oribal. Ils mettront tout en œuvre pour empêcher la tiare royale de se poser sur la tête du prince. Alix devra affronter de nouveau Arbacès, grand Vizir, son ennemi juré, qui a survécu à sa chute dans l'épisode L'Île Maudite. D'abord seuls, puis accompagnés de résistants et d'un soulèvement populaire, Alix, Enak et Oribal s'approchent de Zür-Bakal, gagnent une bataille au bord de la rivière puis parviennent par ruse à prendre possession de la ville fortifiée. Oribal entre en roi couronné dans la ville et les nobles s'inclinent. Arbacès en fuite rompt le barrage et noie partiellement la ville mais meurt dans l'effondrement de celui-ci.

## Personnages
Alix
Enak
Arbacès
Oribal

## Éditions
- Éditions du Lombard, 1958
- Casterman, 1966